# Nypan Station
Nypan Station (Nypan stasjon) er en tidligere jernbanestation på Dovrebanen, der ligger i Melhus kommune i Norge.
Stationen åbnede som holdeplads 5. august 1864, da Trondhjem–Størenbanen, nu en del af Dovrebanen, blev taget i brug. Oprindeligt hed den Stokke, men den skiftede navn til Nypen 16. februar 1882 og til Nypan omkring 1891. Den blev opgraderet til station omkring 1920. Den blev fjernstyret 26. april 1965 og gjort ubemandet 24. juni samme år. Betjeningen med persontog ophørte 2. juni 1985, hvorefter den tidligere station har fungeret som fjernstyret krydsningsspor.
Stationsbygningen blev opført til åbningen i 1864 efter tegninger af Georg Andreas Bull. Den blev revet ned i 1978.